# Песен за човека
„Песен за човека“ е български игрален филм (драма) от 1953 година на режисьора Борислав Шаралиев, по сценарий на Христо Ганев. Оператор е Емил Рашев. Музиката във филма е композирана от Георги Тутев. Със специалното участие на Апостол Карамитев, Динко Динев, Доньо Досев, Евелина Костова, Стоица Марчев и други.

## Сюжет
Биографичен филм за живота на поета Никола Вапцаров.

## Състав

### Актьорски състав
| Роля                           | Изпълнител                        |
| ------------------------------ | --------------------------------- |
| Никола Йонков Вапцаров         | Динко Динев                       |
| Старикът                       | Заслужил артист Стефан Караламбов |
| Владо                          | Иван Тонев                        |
| Странджата                     | Иван Братанов                     |
| Бойка                          | Николина Лекова                   |
| Миле                           | Любчо Кирилов                     |
| Сашка                          | Мария Георгиева                   |
| Павел                          | Досьо Досев                       |
| Дядо Недю                      | Евтим Вълков                      |
| Добрев                         | Заслужил артист Любомир Бобчевски |
| Георгиев                       | Стефан Великов                    |
| Будинов                        | Апостол Карамитев                 |
| Лозанов                        | Асен Миланов                      |
| Крумовски                      | Атанас Христов                    |
| Лесев                          | Ангел Вълчанов                    |
| Тръпков                        | Лео Конфорти                      |
| Тошев                          | Преслав Петров                    |
| Филов                          | Кирил Петров                      |
| Началникът на морското училище | Заслужил артист Цено Кандов       |
| Корабникът                     | Георги Сарафов                    |
| В епизодите:                   |                                   |
| Заслужил артист Асен Камбуров  |                                   |
| Стефан Петров                  |                                   |
| Рангел Вълчанов                |                                   |
| Иван Обретенов                 | Цвятко                            |
| Димитрина Савова               |                                   |
| Борислав Иванов                |                                   |
| Александър Христов             |                                   |
| Димитър Бочев                  |                                   |
| Стефан Гецов                   |                                   |
| Цветана Гълъбова               |                                   |
| Стефан Анастасов               |                                   |
| Ради Тамамджиев                |                                   |
| Георги Карев                   |                                   |
| Стоян Ганчев                   |                                   |
| Мишо Георгиев                  |                                   |
| Стефан Куюмджиев               |                                   |
| Георги Попов                   |                                   |
| Евгени Коцев                   |                                   |

### Творчески и технически екип
| Сценарий          | Христо Ганев |
| Режисьор          | Борислав Шаралиев |
| Оператор          | Емил Рашев |
| Музика            | Музика Георги Иванов Музиката се изпълнява от: Софийската филхармония Диригент Васил Стефанов Държавния радио хор Диригент Светослав Обретенов |
| Художници         | Петър Николов Георги Пенчев Йордан Йорданов |
| Звукооператор     | Иван Халачев |
| Костюми           | Мария Сотирова |
| Грим              | Кирил Траянов Мария Търкаланова |
| Асистент-режисьор | Рангел Вълчанов |
| Асистент-оператор | Георги Славчев |
| Монтаж            | Маргарита Попова |
| Консултант        | Стефан Николов |
| Директор          | Вълчо Драганов |
| Distributed by    | Българска кинематография Студия за игрални филми „СОФИЯ“ /Copyright © 1953/                                                                    |

## Награди
- ПОЧЕТЕН ДИПЛОМ, (Карлови Вари, Чехословакия, 1954).